# Clupea bentincki
Clupea bentincki (conocido como sardina común o arenque chileno) es una especie de pez de la familia Clupeidae. Es un pez epipelágico plateado por debajo y azul oscuro por encima, que se concentra en aguas costeras del oeste de América del Sur. Se extiende a lo largo de la costa chilena desde Valparaíso hasta Talcahuano. Forma cardúmenes a profundidades de 0 a 70 metros en áreas cercanas a la costa.
Allí se alimenta por filtración de plancton más pequeño, como las diatomeas. Alcanza la madurez sexual cuando mide unos 10 centímetros de largo, y es un reproductor pelágico, desovando entre junio y noviembre. Crece hasta una longitud estándar máxima de 15 cm.

## Pesca
El arenque chileno es una especie comercial, muy utilizada para la elaboración de harina de pescado.  Según las estadísticas pesqueras de la FAO, fue la duodécima especie de peces de captura más importante en 2009. Todos los desembarques informados son de Chile.

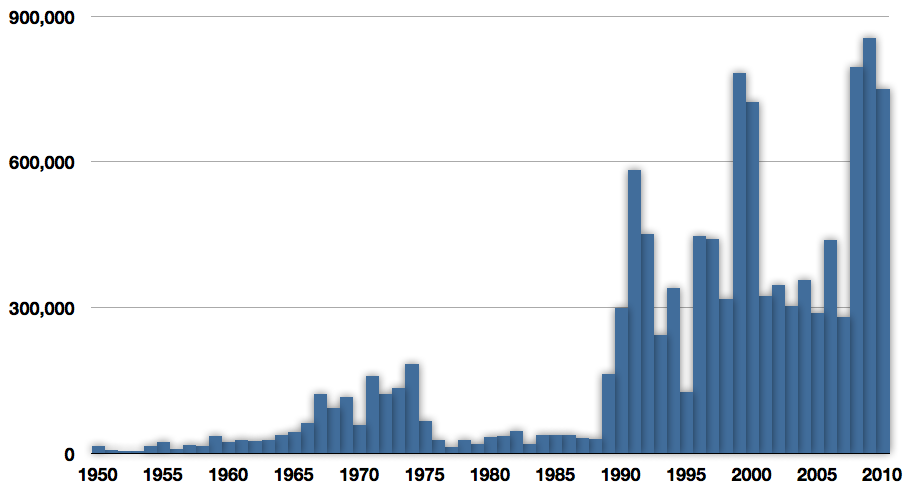